# Amnirana galamensis
Amnirana galamensis és una espècie de granota que viu a l'Àfrica subsahariana.